# Кошовий Володимир Вікторович
Володимир Вікторович Кошовий (нар. 1953) — український радіофізик, спеціаліст з наукового приладобудування і радіоінтерферометрії, завідувач відділу у Фізико-механічному інституті імені Г. В. Карпенка НАНУ, лауреат Державної премії України в галузі науки і техніки (1997).

## Біографія
В 1981 році здобув ступінь кандидата технічних наук за спеціальністю «Інформаційно-вимірювальні системи».
В 1997 році був нагороджений Державною премією України в галузі науки і техніки за цикл праць «Розробка принципів наддалекої низькочастотної інтерферометрії, створення української мережі радіоінтерферометрів для космічних досліджень і спостереження на ній» (у співавторстві з Брауде, Менєм, Рашковським, Шарикіним, Інютіним, Шепелєвим, Романчевим, Булаценом і Браженком).
До 2015 року працював завідувачем відділу пошуку і розпізнавання просторових образів у Фізико-механічному інституті імені Г. В. Карпенка НАН України, потім з 2015 по 2021 — провідним науковим співробітником у відділі методів і систем дистанційного зондування того ж інституту (з 2020 — відділ інформаційних технологій дистанційного зондування).